# زولتسهایم (راینلاند-فالتس)
زولتسهایم (به آلمانی: Sulzheim) یک شهر در آلمان است که در آلزی-ورمز واقع شده‌است. زولتسهایم ۱٬۰۷۳ نفر جمعیت دارد.